# Josep Borrell

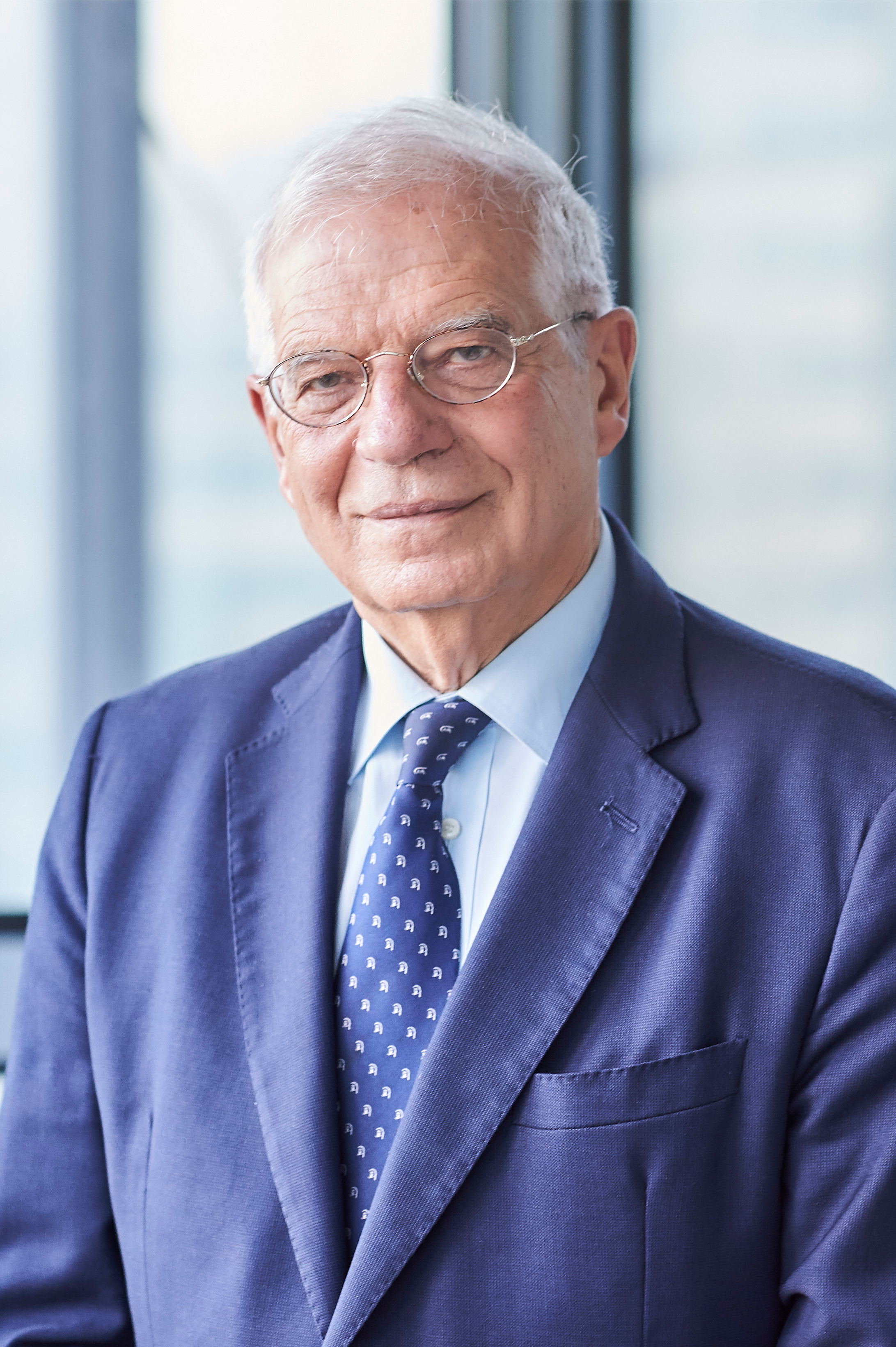
Josep Borrell (2020)

Josep Borrell i Fontelles ([ʒoˈzɛp boˈreʎ i fonˈteʎes]; auch bekannt als José Borrell; * 24. April 1947 in La Pobla de Segur) ist ein spanischer Politiker. Er gehört der katalanischen sozialdemokratischen Partei PSC an und war von 2019 bis 2024 Hoher Vertreter der EU für Außen- und Sicherheitspolitik und Vizepräsident der Kommission von der Leyen I. Zuvor war er von 2018 bis 2019 spanischer Minister für Äußeres, Europäische Union und Entwicklungshilfe im Kabinett Sánchez. Von 2010 bis 2012 war er Präsident des Europäischen Hochschulinstituts. Bis 2009 war er Mitglied und von Juli 2004 bis Januar 2007 Präsident des Europäischen Parlaments.
Seit Juli 2019 besitzt er neben der spanischen auch die argentinische Staatsangehörigkeit, da sein Vater in Mendoza geboren wurde, als die Familie dort im Exil lebte.

## Leben

### Ausbildung
Borrell studierte von 1965 bis 1969 an der Universidad Politécnica de Madrid Luftfahrttechnik und promovierte an der Universität Complutense Madrid in Wirtschaftswissenschaften. Darüber hinaus besitzt er einen Master der Stanford University sowie des Institut français du pétrole.

### Politischer Werdegang
Borrell war von 1979 bis 1982 Mitglied der Regionalregierung der Autonomen Gemeinschaft Madrid, wo er für die Finanzpolitik verantwortlich war. 1982 wurde er zum Generalsekretär für Haushalt und Öffentliche Ausgaben im spanischen Finanzministerium ernannt, 1984 zum Staatssekretär für Finanzen. Von 1991 bis 1996 war er unter Ministerpräsident Felipe González Minister für Infrastruktur und Transport (Kabinett González III), ab 1993 (Kabinett González IV) auch für Umwelt.

### EU-Parlamentarier
Bei der Europawahl 2004 wurde Borrell in das Europäische Parlament gewählt und war von 2004 bis 2007 dessen Präsident. Im ersten Wahlgang konnte er sich mit 388 gegen 208 Stimmen gegen den polnischen Politiker Bronisław Geremek durchsetzen. Zuvor wurde eine entsprechende Vereinbarung zwischen den beiden großen Fraktionen, der christdemokratischen EVP-ED und der sozialdemokratischen SPE, getroffen. Teil dieser Vereinbarung war es auch, dass Borrell nach der Hälfte der Amtszeit, also nach zweieinhalb Jahren, durch den deutschen Fraktionsvorsitzenden der EVP-ED, Hans-Gert Pöttering, abgelöst wurde. Im Januar 2007 wurde Pöttering zu seinem Nachfolger gewählt. Danach war Borrell Vorsitzender des Entwicklungsausschusses des Europäischen Parlaments. Bei der Europawahl in Spanien 2009 trat er symbolischerweise auf dem letzten Platz der PSOE/PSC-Wahlliste an und wurde erwartungsgemäß nicht wiedergewählt.

### Affären
Seit Januar 2010 war Borrell als Präsident des Europäischen Hochschulinstituts (EUI) in Florenz tätig. Aufgrund einer Kontroverse über eine nicht offengelegte, mit 300.000 Euro pro Jahr dotierte Aufsichtsratsmitgliedschaft beim Energiekonzern Abengoa musste Borrell zum Ende des akademischen Jahres 2012 sein Amt als EUI-Präsident aufgeben.
2018 wurde Borell von der spanischen Wertpapieraufsichtsbehörde (CNMV) wegen Insiderhandels ein Bußgeld von 30.000 Euro auferlegt, das er akzeptierte und gegen das er keine Rechtsmittel einlegte. Als Mitglied des Verwaltungsrats von Abengoa hatte er im November 2015 unmittelbar vor der Insolvenz des Unternehmens 10.000 Aktien für Rechnung eines Dritten, bei dem es sich um seine Exfrau handelte, für 9030 Euro verkauft.

### Außenminister
Im Konflikt um die politische Zukunft der Region Katalonien engagierte sich der Katalane Borrell auf der Seite der Gegner einer Sezession von Spanien. Nach seiner Amtseinführung als neuer spanischer Außenminister im Kabinett des Sozialisten Pedro Sánchez im Juni 2018 sprach er sich für eine stärkere Sicherung der Außengrenzen der Europäischen Union sowie eine konsequente Rückführung von abgelehnten Asylbewerbern aus.

### EU-Außenbeauftragter
Nach der Europawahl 2019 wurde Borrell Anfang Juli 2019 vom Europäischen Rat für die Position des EU-Außenbeauftragten nominiert. Im Oktober 2019 wurde seine Ernennung nach der Anhörung Borrells vor dem Auswärtigen Ausschuss des Europaparlaments durch die Fraktionsvorsitzenden des Europäischen Parlaments bestätigt. Im Vorfeld geäußerte Bedenken wegen seiner Verurteilung wegen Insiderhandels kamen dabei nicht zum Tragen. Er trat sein neues Amt am 1. Dezember 2019 an und übergab dieses zum 1. Dezember 2024 turnusmäßig an Kaja Kallas.
Im Januar 2020 sorgte ein von Borrell an das EU-Parlament gerichtetes Papier zur Türkei-Politik der Europäischen Union für Irritationen, das er unmittelbar vor der Berliner Libyen-Konferenz veröffentlichte und darin die Streichung von 75 Prozent der sogenannten Vorbeitrittshilfen für die Türkei für 2020 ankündigte. Der Beschluss dazu war allerdings schon im Oktober 2019 gefasst worden, weshalb vor allem der Zeitpunkt der Veröffentlichung im Vorfeld der Friedenskonferenz als ungeschickt kritisiert wurde.
Im Februar 2021 forderten 81 vorwiegend osteuropäische Abgeordnete des Europaparlaments in einem Brief an Kommissionspräsidentin Ursula von der Leyen Borrells Rücktritt als EU-Außenbeauftragter. Er habe sich bei einem gegen den Willen einiger Mitgliedstaaten durchgeführten Besuch in Moskau von Russlands Außenminister Sergei Lawrow vorführen lassen und dem Ansehen der EU und der Würde des Amtes erheblichen Schaden zugefügt.
Nach dem russischen Überfall auf die Ukraine reiste Borrell Anfang April 2022 mit der Präsidentin der Europäischen Kommission Ursula von der Leyen, dem slowakischen Ministerpräsidenten Eduard Heger sowie weiteren EU-Parlamentariern zu Gesprächen mit dem ukrainischen Präsidenten Wolodymyr Selenskyj mit der Eisenbahn nach Kiew. Als erster europäischer Politiker sprach er anschließend davon, dieser Krieg müsse „auf dem Schlachtfeld entschieden“ werden. In der durch Forderungen Selenskyjs und der estnischen Ministerpräsidentin Kaja Kallas im August 2022 angestoßenen Debatte um EU-Einreisebeschränkungen für russische Staatsbürger sprach sich Borrell indes gegen ein vollständiges Einreiseverbot für Russen in die Europäische Union aus und nannte diese Idee „keinen guten Vorschlag“. Er warne davor, den Kontakt zur russischen Zivilbevölkerung aufgrund des Krieges zu kappen.
Im Oktober 2022 erklärte Borrell bei einer Rede in der Europäisch-Diplomatischen Akademie, dass Europa „ein Garten“ sei, „der größte Teil der restlichen Welt“ aber ein „Dschungel“, der „in den Garten eindringen“ könne. Nach internationalen Protestnoten und Rassismusvorwürfen entschuldigte sich Borrell, „falls sich einige beleidigt gefühlt hätten“, verteidigte aber gleichzeitig die Wahl der Dschungel-Metapher.
Borrell versuchte, den Atomdeal mit der Islamischen Republik Iran zu reaktivieren. Die Verhandlungen mit der iranischen Führung führte er auch nach Beginn der regimekritischen Proteste im Iran im September 2022 weiter. Nach einem Treffen mit dem iranischen Außenminister Hossein Amir-Abdollahian im Dezember 2022 bekräftigte Borrell das Ziel, das Atomabkommen wiederherzustellen. Ihm wurde vorgeworfen, die von 9 EU-Außenministern geforderte Verschärfung der Iran-Sanktionen zu verschleppen. Die EU-Staaten setzten sich schließlich aber gegen Borrell durch.
Im Januar 2024, während des Gazakrieges, warf Borrell Israel offen vor, die Hamas finanziert zu haben, um die Palästinensische Befreiungsorganisation und die Palästinensische Autonomiebehörde zu schwächen und so einen Palästinenserstaat zu verhindern: „Die Hamas wurde von der israelischen Regierung finanziert, um die von der Fatah geführte Palästinensische Autonomiebehörde zu schwächen [eine politische Organisation, die 1958, zehn Jahre nach der Unabhängigkeit Israels, vom ehemaligen palästinensischen Führer Jassir Arafat gegründet wurde]“, erklärte Borrell. Borrell betonte die Notwendigkeit, einen palästinensischen Staat als Teil einer Lösung des israelisch-palästinensischen Konflikts zu schaffen, trotz der Weigerung des rechtsgerichteten Premierministers Benjamin Netanjahu, der eine Zweistaatenlösung kategorisch ablehnte. Borrell forderte diese Lösung notfalls „von außen“ aufzuzwingen, also von der internationalen Gemeinschaft, er sah darin die einzige Lösung, die es verhindert, dass sich „die Spirale des Hasses Generation um Generation“ weiterdrehe. Im September 2024 unterstützten Norwegens Außenminister Espen Barth Eide und Saudi-Arabien die „Globale Allianz für die Implementierung der Zweistaatenregelung“. Diese Global Alliance for the Implementation of the Two-State Solution basiert auf der Vorarbeit des Peace Day Effort der EU im September 2023. Borrells Botschaft, als Leiter der europäischen Diplomatie im Januar 2024, fiel mit der Verabschiedung eines neuen EU-Rechtsrahmens zusammen, der Sanktionen gegen jeden vorsieht, der die Organisation Hamas finanziell unterstützt.
Wegen dieser Kommentare wurde Borrell während des EU-Gipfels im März 2024 von Bundeskanzler Olaf Scholz und Österreichs Kanzler Karl Nehammer im nicht-öffentlichen Gespräch scharf gerügt. Scholz und Nehammer warfen Borrell vor, mit seinen eigenmächtigen Stellungnahmen nicht mehr im Namen Deutschlands und Österreichs zu sprechen.
Nach umstrittenen Besuchen des EU-Ratsvorsitzenden Viktor Orbán in Moskau und Peking verkündete Borrell im Juli 2024 gegen den Willen Deutschlands, Frankreichs und Spaniens den Boykott eines geplanten Außenministertreffens in Budapest. Luxemburgs Außenminister Xavier Bettel bezeichnete den Boykott öffentlich als „Schwachsinn“.

### Position zum Gaza-Krieg
Im Mai 2025 erklärte Borell, dass für ihn Israel in Gaza Völkermord begeht. Über die Regierung Netanjahus sagt er
"Selten habe ich gehört, dass die Führer eines Staates einen Plan so klar umreißen, der der rechtlichen Definition eines Völkermords entspricht."
Der EU und den europäischen Regierungen wirft er Komplizenschaft an diesem Völkermord vor, weil sie sich seit mehr als anderthalb Jahren weigern Sanktionen gegen Israel zu verhängen oder irgendwelchen Druck auf die Regierung auszuüben.